# Xã Richland, Quận Belmont, Ohio
Xã Richland (tiếng Anh: Richland Township) là một xã thuộc quận Belmont, tiểu bang Ohio, Hoa Kỳ. Năm 2010, dân số của xã này là 14.973 người.